# Deponia
Deponia est un jeu vidéo d'aventure de type point & click développé par le studio allemand Daedalic Entertainment et sorti en 2012 en Allemagne. Le jeu est édité en France par Micro Application en juin 2012. Deponia est le premier volet d'une tétralogie éponyme développée par Daedalic Entertainment, précédant les volets Chaos on Deponia, Goodbye Deponia et Deponia Doomsday. En Allemagne, le jeu a reçu de bonnes critiques.

## Trame

### Univers
Le jeu se déroule dans un univers imaginaire : la planète « Deponia » consiste en une gigantesque décharge à ciel ouvert, autour de laquelle gravite Elysium, plateforme paradisiaque et quasiment injoignable par les habitants de Deponia. Sur Elysium vivent donc des personnes beaucoup plus aisées que les habitants de Deponia.

### Synopsis
Sur Deponia, Rufus rêve d'une vie meilleure faite de richesses et de luxe (Rufus est un personnage à l'ego surdimensionné, ce qui crée une dimension humoristique). Sa vie prend un tournant lorsqu'une jeune fille nommée Goal, provenant d'Elysium, se retrouve par erreur sur Deponia. Rufus entreprend alors de la ramener chez elle en espérant personnellement pouvoir ainsi changer de vie.

## Critiques
Le jeu a été plutôt bien accueilli à sa sortie.